# 고전 몽골어
고전 몽골어는 17세기 북원의 링단 칸이 승려들에게 칸규르와 텐규르로 이루어진 티베트 불교 대장경 전체를 몽골어로 번역하도록 하였을 때 도입된 몽골어의 문어(文語)이다. 도입 이후 18~20세기까지 모든 몽골 문헌에 사용되는 표준적 문어로 확립되었다. 1930년대에 몽골 라틴 문자, 1941년부터는 몽골 키릴 문자로 표기되는 현대 문어가 등장하며 대체되었다.

## 같이 보기
- 중세 몽골어

1. 1 2  Grønbech, Kaare; Krueger, John Richard (1993). 《An Introduction to Classical (literary) Mongolian: Introduction, Grammar, Reader, Glossary》 (영어). Otto Harrassowitz Verlag. ISBN 978-3-447-03298-8.